# محمد بن جحادة الأودي
محمد بن جحادة الأودي الكوفي، تابعي وأحد رواة الحديث النبوي.

## روايته للحديث النبوي
روى عن: أبان بن أبي عياش، وإسماعيل بن رجاء بن ربيعة الزبيدي، وأبي الجوزاء أوس بن عبد الله الربعي، وبكر بن عبد الله المزني، وأبيه جحادة، وحجاج بن حجاج الباهلي، والحر بن الصياح، والحسن البصري، والحكم بن عتيبة، وحميد الشامي، وذكوان أبي صالح السمان، ورجاء بن حيوة، وزبيد اليامي، وزياد بن علاقة، وسلمة بن كهيل، وسليمان بن بريدة، وسليمان بن أبي هند، وسليمان الأعمش، وسماك بن حرب، وطلحة بن مصرف، وعبد الله بن عبد الرحمن بن أبي حسين المكي، وعبد الأعلى بن عامر الثغلبي، وعبد الجبار بن وائل بن حجر، وعبد الحميد بن صفوان، وأبي قيس عبد الرحمن بن ثروان الأودي، وعبدة بن أبي لبابة، وأبي حصين عثمان بن عاصم الأسدي، وعطاء بن أبي رباح، وعطية العوفي، وعلي بن الأقمر، وعمرو بن دينار، وعمرو بن شعيب، وفرات القزاز، وقتادة، ومحمد بن عجلان، ومسلم الملائي، ومغيرة بن عبد الله اليشكري، ومنصور بن المعتمر، ومورق مولى أنس بن مالك، ونافع مولى ابن عمر، ونعيم ابن أبي هند، والوليد صاحب البهي، ويزيد بن حصين، ويزيد بن حمير الشامي، وأبي إسحاق السبيعي، وأبي حازم الأشجعي، وأبي الزبير المكي، وأبي صالح مولى أم هانئ.
روى عنه: إسرائيل بن يونس، وابنه محمد بن إسماعيل، وأغلب بن تميم، وبرد بن سنان أبو العلاء الشامي، والحسن بن أبي جعفر الجفري، وحصين بن نمير، وحماد بن زيد، وداود بن الزبرقان، وزهير بن معاوية، وزياد بن خيثمة، وزياد بن عبد الله البكائي، وزيد بن أبي أنيسة، وسفيان الثوري، وسفيان بن عيينة، وشريك بن عبد الله، وشعبة بن الحجاج، والصلت بن الحجاج، وعبد الله بن عون، وعبد الحكيم بن منصور، وعبد العزيز بن الحصين بن الترجمان، وعبد الوارث بن سعيد، وأبو ورق عطية بن الحارث الهمداني، وعمر بن عبد الرحمن أبو حفص الأبار، وعمران القطان، وفضيل بن غزوان، ومالك بن مغول، ومسعر بن كدام، ومفضل بن صالح الأسدي، وهمام بن يحيى، ووهيب بن خالد، ويحيى بن عقبة بن أبي العزار.

## أقوال العلماء فيه
- قال أحمد بن حنبل: محمد بن جحادة من الثقات.
- وقال ابن حبان في كتاب الثقات: كان عابدا ناسكا.[3]
- وقال العجلي، ويحيى بن معين: ثقة.[4]
- وقال يعقوب بن سفيان: من ثقات أهل الكوفة.
- وقال ابن حجر العسقلاني في التقريب: ثقة.[5]